# Młodzieżówka
Młodzieżówka – popularne określenie stowarzyszeń młodzieżowych współpracujących z partiami politycznymi o podobnych celach. Najczęściej ta współpraca ma charakter instytucjonalny, tzn. w statucie partii i w statucie organizacji jest zapis mówiący o współpracy (np. o wybieraniu do władz partii określonej liczby przedstawicieli „młodzieżówki”).
Istnieją również grupy młodzieżowe samodzielnie działające na prawie polskim o stowarzyszeniach.